# Croce di Federico
La croce di Federico (Friedrich-Kreuz) fu un'onorificenza fondata dal granduca Federico II di Anhalt il 12 dicembre 1914 nell'ambito dell'Impero di Germania.

## Storia
La croce di Federico Augusto al merito militare era modellata come altre croci di merito militare sulla forma della croce di ferro prussiana in quanto aveva il medesimo valore di premio. Come l'onorificenza prussiana essa era divisa in due classi distinte, concesse per meriti specifici. La croce di I classe veniva conferita solo a quanti avessero già ottenuto la croce di II classe ed entrambe cessarono di essere conferite col crollo della monarchia tedesca nel 1918.

## Descrizione
- La  croce è composta di una croce patente in bronzo cui bracci sono uniti da una corona di quercia dello stesso materiale. Al centro della croce si trova un tondo con il monogramma "F" mentre il braccio superiore riporta la corona ducale in rilievo e quello inferiore la data "1914". Sul retro si trova l'iscrizione tedesca "FÜR VERDIENST IM KRIEGE" ("per merito in guerra").
- Il  nastro era verde con una striscia rossa per parte nella classe militare e verde con una striscia bianca per parte nella classe civile. La I classe della medaglia era applicata al petto a spilla senza nastro.

## Insigniti notabili
- Guglielmo II di Germania
- Paul von Hindenburg
- Karl Dönitz